# Grazia Dore
Grazia Dore (Orune, 8 febbraio 1908 – Olzai, 20 giugno 1984) è stata una poetessa e scrittrice italiana.

## Biografia
Gràtzia è nata ad Orune, dove suo padre Francesco Dore si era stabilito provenendovi da Oltzai, suo paese di origine e nel quale dopo la laurea in medicina svolgeva la professione di medico. Sua madre era Maria Gianicchedda, zia della madre di Antonio Pigliaru.
Nel 1917, quando aveva nove anni, tutta la famiglia Dore si trasferisce a Roma, perché il padre diventa deputato e per questa ragione Grazia continua i suoi studi nella capitale. Al liceo  "Mamiani" è l'alunna preferita di Alfredo Panzini, il quale apprezzava le sue capacità narrative al punto che, il 27 di febbraio 1927 quando lei aveva solo 19 anni, pubblicò nella prima pagina de La Fiera Letteraria un componimento della poetessa presentandolo con un gran titolo: "Alfredo Panzini scopre una nuova scrittrice".
In quegli anni la sua formazione culturale viene arricchita dalle conoscenze della sua famiglia, grazie a suo padre e ai suoi fratelli Antonio e Gianpietro. Il primo, infatti, conosceva Gramsci, Parri, Lussu, Rosselli e altri. Il secondo era già direttore de L'Avvenire d'Italia e di Studium (rivista degli universitari cattolici); era inoltre un collaboratore di Don Sturzo ed amico di Giovanni Battista Montini, futuro papa Paolo VI.
Nel 1932, dopo la laurea in lettere, lavora per quasi sei anni alla Biblioteca apostolica vaticana, in cui affina le sue conoscenze storiche e acquisisce un gusto per la scrittura che la accompagnerà per tutta la vita. 
A 35 anni, nel 1943, scrive la prima poesia, Giorni disabitati (Dies disabitadas). Nel 1945 torna a Roma per trattenervisi con la sorella Raffaela che era già là dopo la morte del padre. Negli anni successivi, collabora insieme a Guido Miglioli, Ada Alessandrini, Maria Maggi e altri del Movimento Cristiano per la pace (conosciuti anche con il nome di "Comunisti Cristiani") con il ruolo di responsabile del settore di stampa.
Incoraggiata da don Giuseppe de Luca pubblica, nel 1953, una raccolta di poesie per la casa editrice "Edizioni di Storia e Letteratura", dal titolo Giorni. Negli anni che seguono collabora a Sassari con la sorella Raffaela alla rivista Ichnusa diretta dal loro parente Antonio Pigliaru.
Ha dedicato molto tempo allo studio delle problematiche dell'emigrazione, ha collaborato alla rivista Rassegna di politica e storia con molti articoli e ha curato la Bibliografia per la storia dell'emigrazione italiana in America. La democrazia italiana e l'emigrazione in America è del 1964.
A causa della malattia della sorella Raffaela, nel 1968, Grazia deve tornare a Olzai per assicurarle le migliori cure. Insegna alle scuole medie, nelle quali diventa preside fino al 1976, e dal suo ruolo ha cercato di trarre vantaggio per poter valorizzare il patrimonio materiale e culturale del tempo passato: la battaglia per la protezione del vecchio cimitero, del centro storico con qualche finestra dell'epoca della dominazione spagnola, dell'argine, della piazza del Municipio, della Chiesa e quella per il trasferimento del fondo bibliotecario "Pietro Meloni Satta" dalla Parrocchia al Comune. Insieme alla sorella ha fondato l'associazione culturale di Olzai, frequentata soprattutto da giovani.
È morta dopo lunga malattia e secondo il suo volere riposa nel cimitero di Olzai vicino al padre Francesco e alla sorella Raffaela, sotto una pietra di granito.

## Post mortem
Nel 2011, gli studenti del liceo scientifico "Enrico Fermi" di Nuoro hanno organizzato, insieme all'archivio di Stato della città, una giornata in suo ricordo con interventi di costituzionalisti e professori.
Nel 2014 Francesco Pigliaru, in quel momento presidente della Regione Sardegna e figlio di Antonio Pigliaru, ha presentato un suo libro, fino ad allora inedito, con otto racconti scritti da lei negli anni, pubblicato da Tommaso Dore, nipote del fratello Giampietro.

## Stile poetico
La sua poesia è raccolta in due opere: Giorni, pubblicato nel 1953, e Giorni disabitati, pubblicato dopo la sua morte (nel 1990) a cura di Bachisio Porru. Quest'ultima pubblicazione raccoglie tutte le poesie di Grazia Dore e include anche le liriche di Giorni, già pubblicate, ma riviste dalla poetessa stessa. 
Dai suoi titoli (Preghiera, Creazione, Avvento, Nel giardino degli ulivi amaro, Appena il Signore tacque, Ancora una preghiera, Dov’è il tuo Dio, Una notte al Signore, Gerusalemme, Mai più Signore etc.) è facile intuire che si tratta di "cantici" religiosi nei quali l'autrice prova a descrivere i giorni di Dio, il suo paese e le sue memorie.
A proposito della poesia di Giorni, Pier Paolo Pasolini parla di "impianto robusto e rigore letterario eccellente; una poesia in cui tutto punta sul valore lirico e sulla capacità di rappresentare il delirio, il dereglement, l'estasi o l'assillo."
La profondità poetica di Grazia Dore ha indotto lo scrittore, poeta e ispanista Ignazio Delogu (Ignazio Delogu - Wikipedia) ha indicarla come "la più grande poetessa cattolica, a parere non solo mio ma anche di Pier Paolo Pasolini ed altri." ( Delogu_Intervento_da_Atti_Convegno_2010.pdf (fondazionemarinopiazzolla.it , pag.18)

## Opere pubblicate
- Giorni, Roma, Edizioni di Storia e Letteratura, 1953.
- Bibliografia per la storia dell'emigrazione italiana in America, Tipografia del Ministero degli Affari Esteri, 1956, OCLC 878085016.
- I grandi fatti che portarono all'unità: antologia, Ente nazionale biblioteche popolari e scolastiche, 1961, OCLC 781376864.
- La democrazia italiana e l'immigrazione in America, Morcelliana, 1964, OCLC 249931598.
- Bachisio Porru (a cura di), Giorni disabitati, collana L´Altra Parola, Tàtari, Iniziative Culturali, 1990, ISBN 978-88-6372-321-2, OCLC 798260781.
- Villaggio e altri racconti, Roma, Italus, 2014, OCLC 955303723.